# Фоджа (горы)
Горы Фоджа (индон. Pegunungan Foja) — горный хребет, расположенный к северу от бассейна реки Мамберамо на индонезийской части острова Новая Гвинея. Высота гор до 2193 метров. 3000 квадратных километров  внутренней части хребта занято вековыми тропическими лесами. На Фодже лесной массив охватывает 9712 квадратных километров всей площади гор и является самым большим тропическим лесом в Азиатско-Тихоокеанском регионе.

## География
Горы Фоджа прохладнее низменностей благодапя их высоте, но тем не менее температура в январе и июле составляет в среднем 20-30°C. Сезон дождей продолжается с декабря по март, но дожди могуть быть в течение всего года. В типичный год выпадает более 2032 мм (80,0 дюйма) осадков. Относительная влажность колеблется от 73 до 87 %. Ближайшие деревни: англ. Sragafareh, англ. Jomen, англ. Beggensabah, Аэр-Мати и Дабра.

## История
Большая часть территории вокруг гор Фоджа и близлежащих гор Ван-Рис слишком крутая, непригодная для лесоразработок, и считается небезопасной из-за их недоступности. Поэтому вплоть до 1979 года горы не были описаны учёными. Некоторые атласы показывают только горы Гредчер, но горы Фоджа лежат на восточной окраине этой области на 139 градусе восточной долготы.

## Эндемики
В декабре 2005 года учёные из Соединённых Штатов месяц работали на хребте Фоджа, документируя флору и фауну от нижних холмов до вершины. Экспедиционную группу возглавляли Брюс Билер и Стивен Ричардс. В состав её входили также учёные индонезийского Института наук, Смитсоновского Института, организации Conservation International и других учреждений. В феврале 2006 года была опубликована подробная информацию о новых видах, включавшая:
- Медососовую птицу, официально описанную в 2007 году как плетёный дымчатый медосос (melipotes carolae).
- Двадцать видов лягушек.
- Четыре вида бабочек.
- Пять видов пальм.
- Рододендрон с белым душистым цветком в горах Неверпик

Учёные также задокументировали:
- Райскую птицу Берлепша и золотистую птицу. Обе были известны только по нескольким шкуркам, принесённым браконьерами, а сейчас их удалось сфотографировать.
- Желтошейных древесных кенгуру (Dendrolagus pulcherrimus), считавшихся почти вымершими.
- Западных длинношёрстных ехидн, которые дались учёным в руки, что подтверждает предположение о том, что они никогда не видели человека.

Население хребта Фоджа составляет 300 человек, проживающих на 7500 квадратных километрах низинных лесов. 3000 квадратных километров горных джунглей, судя по всему, не были тронуты человеком до научной экспедиции 2006 года. В горах нет дорог, поэтому учёным приходилось путешествовать на вертолёте, приземляясь на заболоченное озеро.
2007 год
В декабре 2007 года на горный хребет была отправлена вторая научная экспедиция, которая открыла два новых вида: гигантскую крысу весом 1,4 кг (mallomys), примерно в пять раз больше обычной коричневой крысы, и карликового опоссума (Cercartetus), одного из самых малых сумчатых в мире.
2008 год
В конце 2008 года при поддержке индонезийского Института наук, Национального географического общества и Смитсоновского Института была проведена экспедиция для оценки биоразнообразия района. Новые виды животных включают лягушку с длинным эректильным носом, большую шерстистую крысу, голубя с ржавым, серым и белым оперением, геккона с 25-сантиметровыми когтями (а не подушечками на пальцах ног) и маленького, 30 см высотой, чёрного валлаби.